# Natália Nunes
Maria Natália Paiva Nunes (Socorro, Lisboa, 18 de novembro de 1921 – Ericeira, Mafra, 13 de fevereiro de 2018) foi uma escritora, tradutora e ensaísta portuguesa.

## Biografia
Nasceu a 18 de novembro de 1921, na freguesia do Socorro, em Lisboa, e era filha de António Ferreira Nunes, funcionário público, natural de Oliveira de Frades, e de Adelina de Paiva, natural de Lisboa (freguesia de São Nicolau).
Licenciada em Ciências Histórico-Filosóficas, formou-se posteriormente como Bibliotecária-Arquivista, exercendo funções no Arquivo Nacional da Torre do Tombo e na Escola Superior de Belas Artes. 
Estreou-se literariamente em 1952, com a obra Horas Vivas: Memórias da Minha Infância. Colaborou em diversas publicações, como o jornal  Diário Popular e as revistas Seara Nova e  Vértice, por exemplo.
A crítica assinala-lhe um “sentido do intimismo e do confessional, do mistério e da solidão, herdado em grande parte da geração presencista” , acrescentando-lhe a ”temática feminina e de intervenção social, já próxima do neo-realismo” , sendo considerada como "um dos mais típicos casos de revolta contra a ética repressora da liberdade feminina burguesa” . Entre as suas obras de ficção, destacam-se os romances Autobiografia Duma Mulher Romântica e Assembleia de Mulheres.
A 16 de junho de 1945, casou em Lisboa, 8.ª Conservatória do Registo Civil, com António Gedeão (Rómulo Vasco da Gama Carvalho), de quem teve uma filha, a também escritora Cristina Carvalho.
Em 1965 integrou a última Direcção da Sociedade Portuguesa de Escritores  e no biénio 1978-79 da Direcção da Associação Portuguesa de Escritores.
Morreu a 13 de fevereiro de 2018, aos 96 anos de idade, na Ericeira.

## Principais publicações
Entre as suas obras encontram-se: 

### Ficção
- 1955 - Autobiografia de uma Mulher Romântica, romance, (reeditado em 1966)
- 1957 - A Mosca Verde e Outros Contos
- 1960 - Regresso ao Caos, romance
- 1964 - Assembleia de Mulheres, romance (reeditado em 1997)
- 1967 - O Caso de Zulmira L. , novela
- 1967 - Ao Menos um Hipopótamo, conto (com desenho de Lima de Freitas e introdução de José Saramago)
- 1970 - A Nuvem. Estória de Amor
- 1973 - As batalhas que nós perdemos
- 1985 - Da Natureza das Coisas (contos)
- 1992 - As Velhas Senhoras e Outros Contos
- 1996 - Louca por Sapatos (conto incluído em Contuário Cem)
- 1997 - Vénus Turbulenta, romance

### Teatro
- 1970 - Cabeça de Abóbora

### Memórias e Viagens
- 1952 - Horas Vivas: Memórias da Minha Infância
- 1956 - Uma portuguesa em Paris
- 1981 - Memórias da Escola Antiga

### Ensaios
- 1954 - Apontamentos sobre o pensamento ético de Dostoievski, in Vértice nº134
- 1955 - A metafísica de Húmus de Raul Brandão, in Vértice nº146
- 1956 - Da criação e organização de um instituto de Ciências Pedagógicas, in Vértice nº159
- 1958 - Frei Pantaleão de Aveiro e os judeus, in Vértice nº179-179
- 1960 - Uma colecção documental histórica de incomensurável valor, in Seara Nova
- 1974 - As Batalhas que Nós Perdemos, Estudos sobre as obras de Augusto Abelaira, José Cardoso Pires e Raul Brandão
- 1976 - Confrarias, Irmandades, Mordomias. Inventário e estudo da informação histórica contida em Livros de Registo Paroquial Existentes no Arquivo Nacional da Torre do Tombo
- 1997 - A Ressurreição das Florestas, Estudos sobre a obra de ficção de Carlos Oliveira
- 2001 - Carácter humanístico e filosófico da Poesia de António  Gedeão, in Pedra Filosofal –  Rómulo de Carvalho / António Gedeão
- 2004 - Notas Introdutórias a Obra Completa de António Gedeão
- 2006 - Apontamentos para um estudo da assinatura do poeta António Gedeão, in António é o meu nome

### Traduções
- 1960/61 - Dostoievsky, Obras Completas, vol. I, II e IV, Edit. Aguilar, Rio de Janeiro;
- 1960/61 - L. Tolstoi, Obras Completas, vol. I e II, Edit. Aguilar, Rio de Janeiro;
- 1964 - Konstantin Simonov, Não se Nasce Soldado, Ed. Arcádia;
- 1966 - Elsa Triolet, Jamais, Portugália Ed.;
- 1967 - Violette Leduc, A Bastarda, Portugália Ed.;
- 1968 - Balzac, Pequenas misérias da vida conjugal, Portugália Ed.;
- 1968 - Roger Portal, Os Eslavos. Povos e Nações, Ed. Cosmos.